# Emanuel von Friedrichsthal
Emanuel von Friedrichsthal (* 12. Januar 1809 in Urschitz bei Brünn; † 13. März 1842 in Wien) war ein k. k. österreichischer Reiseschriftsteller, Naturkundler und Pionier der Fotoexpedition in Mittelamerika. Sein offizielles botanisches Autorenkürzel lautet „Friedr.“.

## Leben
Emanuel von Friedrichsthal besuchte die Theresianische Militärakademie und war danach bis 1834 im Staatsdienst tätig. In den Jahren 1834 bis 1837 bereiste er Griechenland und die Türkei und führte umfangreiche naturwissenschaftliche Sammlungen durch, von denen ein Teil in das Kaiserliche Naturalienkabinett einging. Eine Expedition nach Serbien und Mazedonien schloss sich an.
1839 und 1840/41 bereiste er mit Metternichs Unterstützung Mittelamerika. Auf der zweiten Expedition, ein Jahr nach Bekanntwerden des Verfahrens der Daguerreotypie, über das ihn in New York John William Draper unterrichtete, fertigte er im Maya-Gebiet von Yucatán die ersten fotografische Aufnahmen von Häusern, Fundgegenständen und den Maya-Ruinen an. Er besuchte Izamal, Uxmal und das damals schwer zugängliche Chichén Itzá. Fünfundzwanzig dieser heute  verschollenen Aufnahmen wurden in New York, im Britischen Museum in London und in Paris gezeigt.  Zwei weitere Daguerreotypien, die man ihm zuschreiben kann, sind einige Jahre nach seinem Tod in Yucatan in den Besitz des Forschungsreisenden Karl Bartholomäus Heller gekommen; sie befinden sich seit 1970 im Heller Nachlass der Österreichischen Nationalbibliothek. Friedrichsthal zog sich auf der Forschungsreise eine Tropenkrankheit zu, an der er nach seiner Rückkehr starb.

## Schriften
- Reise in den südlichen Theilen von Neugriechenland. Willhelm Engelmann, Leipzig 1838 Online.
- Serbiens Neuzeit in geschichtlicher, politischer, topographischer, statistischer und naturhistorischer Hinsicht. Leipzig, Wien 1840 Online. – Unter dem Pseudonym Emanuel Thal.
- Les Monuments de L’Yucatán. In: Nouvelles Annales des Voyages et des Sciences Géographiques Band 92, Paris 1841, S. 291–314 Online.
- Sobre los que construyeron los edificios yucatecos y sus antigüedades. Carta a Justo Sierre. In: El Museo Yucateco Band 1, Campeche 1941, S. 178–182-
- Notes on the Lake of Nicaragua and the Province of Chontales, in Guatemala. In: The Journal of the Royal Geographic Society of London Band 11, 1941, S. 97–100 Online.